# Karina Gálvez
Karina Gálvez (Guayaquil, 7 de julio de 1964) es una poeta, comunicadora y líder de opinión ecuatoriana-estadounidense.

## Trayectoria, artística y cívica
Desde 1985 a 2012 se radicó en California, Estados Unidos, para luego regresar a Ecuador y desde allí coordinar recitales en varias partes del mundo, principalmente en Latinoamérica y Europa. Ha recibido premios o menciones de honor. Es también cantautora y ha escrito canciones infantiles e historias cortas para niños. Es presentadora de "Mesa de Análisis" en UCSG Televisión de Ecuador, con entrevistas sobre arte y cultura; ex-conductora de los programas radiales "Garza Roja Cultural" y "Garza Roja Musical", en Radio Tropicana 96.5 FM, de Ecuador; y conductora del programa "Artífices", en UCSG Radio 1190 AM, de Guayaquil. 
Su conocimiento de castellano, inglés, francés, alemán, italiano y portugués le ha permitido representar a Ecuador y compartir su poesía en varios países y varios idiomas. Fue una de las pioneras de la Cámara de Comercio Ecuatoriana-Americana de Los Ángeles. Es entrenadora nacional de respuesta a desastres para la Cruz Roja Americana de Orange County, California; miembro del ministerio católico de visitas a cárceles; miembro de DMAT CA-1, gestora cultural, y activista comunitaria.
Su primer libro, "Poesía y Cantares" (bilingüe español-inglés), fue publicado en Los Ángeles en septiembre de 1995, y prologado por León Roldós Aguilera, ex vicepresidente del Ecuador.
Desde 1990 a 2002, la voz de Karina Galvez apareció regularmente en sistemas de entretenimiento a bordo de varias aerolíneas, incluyendo, Ecuatoriana de Aviación, TWA (Trans World Airlines), Aeroméxico, Scenic Airlines, entre otras, pues era uno de los talentos de voz en off (voice-overs) contratados por AEI Music Network Inc (luego comprado por DMX Music). 
En octubre de 2008 fue parte de la delegación ecuatoriana invitada por la Santa Sede a la ceremonia de Canonización de Narcisa de Jesús Martillo Morán oficiada por el papa Benedicto XVI., y en abril de 2014, a la Canonización de Juan XXIII y Juan Pablo II oficiada por el papa Francisco.  En agosto de 2010 representó al Ecuador en el Primer Congreso Universal de Poesía Hispanoamericana, llevado a cabo en Tijuana, México.
Se puede encontrar algunos de sus poemas impresos en varias antologías hispano-americanas de poesía y narrativa publicadas en España, México, Chile, Bolivia, Rumania, Perú, Brasil, Canadá, Bulgaria, Eslovaquia, El Salvador, Argentina y República Checa. Sus versos, originalmente escritos, en su mayoría, en español, han sido traducidos al inglés, francés, italiano, portugués, rumano, eslovaco, checo y búlgaro. La autora también ha sido reconocida con el Cóndor de Cristal, máximo galardón otorgado a los ecuatorianos que sobresalen fuera de la frontera nacional, en el certamen conocido como "Ecuadorian Achievement Awards". Karina Gálvez fue entrevistada por Cristina Aceves de KMEX-DT Univisión en el programa "Los Ángeles Al Día", y compartió sus poesías en la Radio KTNQ de Los Ángeles, en el show en vivo "Los Desvelados".
Entre los invitados entrevistados por Karina Galvez en sus programas de radio y televisión sobre Arte y Cultura se encuentran: Gerardo Guevara, Berta Rojas, Jenny Estrada, Virgilio López Lemus, Álex Aguinaga, Luis Portilla, Héctor Jaramillo, Joan Isaac, Martha Masters (guitarrista), Beatriz Parra Durango, Rodolfo Pérez Pimentel, Roberto MacSwiney Salgado, Bonil, Xavier Michelena (editor de libros sobre Juan Montalvo), Fernando Jurado Noboa, Marcelo Gálvez, Nicolás Caballero, Martha Ontaneda, Hilda Murillo, Antonio Santos, Julio Villagrán Lara, Ernesto Guerra Muñoz, Alberto Pablo Rivera, Omar Montalvo, Roberto Manrique, Juan Carlos Escudero, Jorge Saade, Julio Almeida, Tiko Tiko, Julio Ortega, Ramón Sonnenholzner, Schuberth Ganchozo, Lucho Silva, Luis Padilla Guevara, Astrid Achi, Jorge Quinn, Wilman Ordóñez, Fernando Cazón Vera y Ecuador Pillajo, entre otros.  
Es una de las exponentes de la poesía, En 2011, fue postulada a la Medalla Internacional a La Paz y a la Cultura "Presidente Salvador Allende", organizada por la Fundación Salvador Allende, en Chiloé, Chile.
El 25 de septiembre de 2013, Karina Gálvez, como representante de la delegación mexicana para la entronización de la Virgen de Guadalupe organizó, en el Río Guayas, su procesión fluvial y terrestre, y el evento de la entronización de Nuestra Señora de Guadalupe (México) en la Catedral Metropolitana de Guayaquil , que culminó con la construcción del altar a la Guadalupana y su subsiguiente inauguración el 12 de diciembre de 2013 a cargo de Monseñor Antonio Arregui, Arzobispo de Guayaquil de ese entonces, completando una meta trazada desde 2007.
En 2015 el alcalde de Guayaquil Jaime Nebot Saade la designó como parte de los 81 ciudadanos integrantes del Comité del Bicentenario, encargado de las celebraciones de Guayaquil 2020.
En 2016, Karina Gálvez junto a Toño Escobar de la Fundación BienvenidoGYE fueron anfitriones y guías de David Rockefeller en su visita a Guayaquil, Ecuador.
Su poemario "Epicentro", libro bilingüe español/búlgaro cuyo nombre es en honor a las víctimas del Terremoto de Ecuador de 2016 de 7.8 grados, fue presentado en octubre de 2016 en Bulgaria, Eslovaquia y República Checa, en un tour poético que incluyó recitales en centros culturales de Sofía, Bratislava y Praga, y conferencias en escuelas en Sofía, Malacky y en la Universidad Comenius de Bratislava.
"The Avowal", la versión en inglés de su monólogo "Juro Que Lo Haré" (acerca de Violencia doméstica) debutó el 9 de junio de 2017 en el CEN (Centro Ecuatoriano Norte-Americano) en Urdesa, Guayaquil.
El 23 de octubre de 2017, el Consejo Mayor de Caciques y Comunas de Chiloé (en el Archipiélago de Chiloé, Región de Los Lagos, Chile) con Resolución #7, otorgó a Karina Gálvez el título de "Williche de Chiloé Por Gracia", en reconocimiento a su trabajo por la cultura en Latinoamérica y por los Huilliches del mundo, convirtiéndola en ciudadana honoraria del Pueblo Williche.  La ceremonia ancestral de su inclusión al levo (tribu) se realizó en Castro (Chile), la noche del martes 3 de julio de 2018, en la "Rica de Estero Chacao Ruca" de Doña María Brunilda Cainago, y ese mismo año la poeta participó en la celebración del Día de la Dignidad del Pueblo Huilliche que, coincidentalmente, se celebra el 7 de julio (misma fecha del cumpleaños de Karina Galvez), pues es la fecha en la que además se evoca el fallecimiento del conocido Lonko José Santos Lincomán Inaicheo ocurrida un 7 de julio de 1984.
Galvez Ha sido jurado de concursos ciudadanos, internacionales, intercolegiales, colegiales y estudiantiles, de Oratoria, Declamación Poética, Artes Plásticas, Poesía y otros temas, en varios países.
En sus recitales poéticos, Gálvez luce trajes coloniales de Guayaquil y vestidos con los colores de la bandera de Ecuador. Uno de sus trajes se encuentra en exhibición en el Museo Municipal de música popular Julio Jaramillo, en el barrio Las Peñas de Guayaquil, como atuendo de "Carmen", el maniquí colonial.

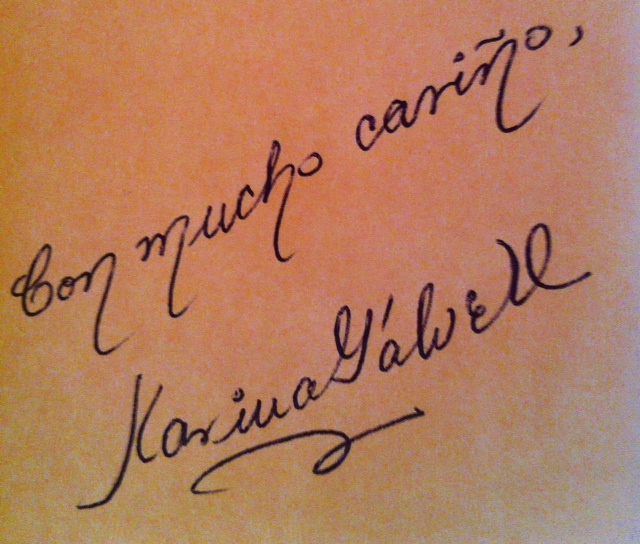
Firma y dedicatoria de la poeta Karina Gálvez.

## Biografía

### Primeros años
Karina Galvez nació en Guayaquil, el 7 de julio de 1964 a las 07h16, por lo que normalmente decía "Nací el séptimo día, del séptimo mes, a las 7 y 16 de la mañana, del año 1964, y si sumas cualquiera de esos números y los conviertes en un solo dígito, el resultado es siempre 'siete' ".  Fue la cuarta y última hija de Daddy Secundino Gálvez Mora y Rosa de Gálvez (quien fue registrada bajo el nombre de "Rosa Elvira Contreras Zapata", y cuya vida inspiró la novela que Karina Galvez escribió sobre su madre).  
Jose Aurelio de Aspiazu y Carbo, junto con su hermana María Teresa de Aspiazu y Carbo, ecuatorianos herederos de productores de cacao que habían vivido en Francia hasta mediados de los 1930, criaron a la madre de Karina Gálvez, como a una hija, desde los 11 años de edad.  Karina vivió junto a sus padres y sus tres hermanos -Elizabeth "Bibi", José y Jimmy-, en Malecón, n° 806 entre Junín y Roca, frente al Río Guayas, en compañía de su abuelo, José Aurelio de Aspiazu y Carbo. El abuelo Aspiazu falleció en 1971; y, en 1979, "Casa Antigua", como llamaban a la casa del Malecón, fue vendida y la familia Gálvez pasó a vivir a la esquina de Junín y Ximena, también en el centro de Guayaquil.
La educación primaria la realizó en la escuela "Letras y Vida", y en el Instituto Particular Abdón Calderón (IPAC). La educación secundaria la realizó enteramente en el Liceo Panamericano, en donde se graduó como bachiller en la especialización de Físico-Matemático. Estudió economía en la Universidad Católica de Santiago de Guayaquil. 
Desde los 14 años de edad fue profesora de inglés en la Academia de Lenguas Benedict, en donde había estudiado desde que tenía nueve años, y ya para comienzos de 1980 había aprendido francés, alemán e italiano, e incursionaba en portugués.  
Estudió ballet clásico con Esperanza Cruz Hidalgo e Inge Bruckman; danza española con Janet Vivar; teatro con Marina Salvarezza; teatro de títeres con Ana von Buchwald; natación en la Academia Ferretti y en la Academia Thoret.  Fue parte del coro del Liceo Panamericano y aprendió guitarra. 
Vivió en el edificio de la calle Junín hasta 1985, año en que contrajo matrimonio con el arquitecto y pintor ecuatoriano Fernando Cobos, y se establecieron en el condado de Orange, California, en donde nacieron sus tres hijos: Gabrielle ("Gabby'), Bernardo y Marcel Cobos.

### California
La vida profesional que desarrolló Karina Galvez en California fue tan multifacética como su espectro literario.  Graduada en Turismo y Bienes Raíces, y   
con estudios en varias ramas de liderazgo, emprendimiento, arte dramático, dicción, selección de personal, salud emocional, entrenamiento profesional, seguridad, gastronomía y manejo de alimentos, Galvez se desempeñó en un sinnúmero de actividades que incluyó abrir una agencia de viajes, gerenciar una aerolínea de carga, dar entrenamientos de ventas y servicio al consumidor, dar conferencias, trabajar para la Agencia de Servicios Sociales del Departamento de Salud Pública de EE. UU., obtener una licencia de "Notary Public", ser una radio-operadora certificada por la FCC, hacer voz en off para propagandas, documentales y sistemas de entretenimiento a bordo para varias aerolíneas, ser oficial del USNSCC (United States Naval Sea Cadet Corps); ser extra en películas; dar entrenamientos comunitarios en el área de respuesta a desastres; trabajar en financiamiento de hipotecas y bienes raíces, y coordinar actividades cívicas, culturales y deportivas de la colonia ecuatoriana en California.
Estuvo casada con Fernando Cobos hasta 1998.  Sus hijos se convirtieron en exitosos profesionales en sus respectivas áreas.  
Recibió múltiples reconocimientos de organizaciones culturales, empresariales y de personalidades políticas durante su estadía en el Sur de California.

### Ecuador
En 2012 regresó a Guayaquil, a la casa en donde había vivido en su adolescencia.  Su padre y su madre habían fallecido en los años 90.  En Ecuador se dedicó a actividades cívicas y culturales.  
Durante toda su vida, tanto en EE. UU. como en Ecuador, Karina Galvez viajó extensivamente por el mundo (excepto al África), lo que le dio un valioso conocimiento del sentir de los pueblos, que pudo plasmar en varios de sus poemas.

## Obras

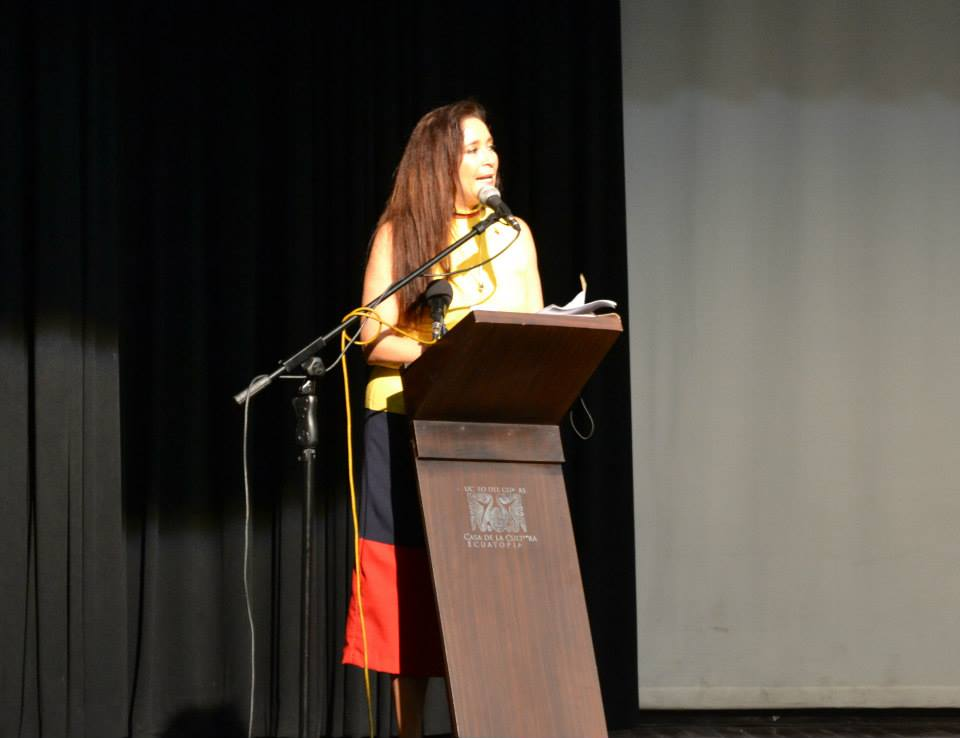
Karina Gálvez presidiendo el II Congreso Literario Internacional por la Identidad de los Pueblos y la Paz

Aunque su poesía es principalmente romántica, Karina Gálvez a menudo sorprende al lector con poemas y Prosa poética que reflejan una aguda percepción de problemáticas sociales como aborto, suicidio, inmigración irregular, calentamiento global, incidencia de drogadicción y falta de valores; choques de clases sociales, disturbios políticos, y falta de tolerancia; o con poemas de profundo contenido histórico, como su poema épico "La Batalla del Pichincha"; o de corte histórico-religioso, como su poema "Ave, Mi Guadalupana" que narra las apariciones de Nuestra Señora de Guadalupe; o con ecopoesías (poemas sobre ecología); trabalenguas, amorfinos, críticas de arte y de espectáculos; artículos turísticos; editoriales cívicos, e incluso 'poemas culinarios' que contienen recetas tradicionales ecuatorianas, en rima, como su poema al "Caldo de bolas".

### Poesía
- Poesía y cantares (libro bilingüe español/inglés)
- Poema para mi madre. Premio Casa de la Cultura de Long Beach, 1996.
- Eres el comienzo y el final de mi poesía. Premio Casa de la Cultura de Long Beach, 1997.
- Ese, su Guayaquil viejo (1995)
- Cómo me gustaría
- Mis montañas, las de California
- La Batalla del Pichincha
- Independencia de Guayaquil
- Ave, Mi Guadalupana
- Amor a la ecuatoriana
- Me Dueles, Venezuela
- Poesía en el Pent-house (libro en español)
- Me Vestiré de Rosa para tu Funeral. Mención de Honor en Festival Poético de Curtea de Arges, Rumania, 2015.
- Epicentro (libro bilingüe español/búlgaro)

### Ecopoesía
- The Earth We Dismembered
- Oso Andino

### Poemas, historias y canciones para niños
- La Estrellita del Sur.
- La canción de los colores.
- Había una vez un pato.
- Fabu-poema "El Tornillo de Guayaquil".
- EL PEMMICAN QUE ME DIÓ AHANU(mini cuento)

### Prosa Poética
- Ecuador Que Duele
- Las Mieses del Arte

### Monólogos y Obras para Microteatro
- Juro Que Lo Haré - monólogo sobre Violencia de género
- Aplauso No-Sonoro